# Calophasia chubutiana
Calophasia chubutiana är en fjärilsart som beskrevs av Köhler 1952. Calophasia chubutiana ingår i släktet Calophasia och familjen nattflyn. Inga underarter finns listade i Catalogue of Life.